# In a Tidal Wave of Mystery
«In a Tidal Wave of Mystery» (traducido al español como: "En un Maremoto de Misterio") es el álbum debut de la banda estadounidense de indie pop Capital Cities, el cual fue lanzado el 4 de junio de 2013, bajo la discográfica Capitol Records.

## Antecedentes y producción
Ryan Merchant y Sebu Simonian trabajaron como escritores para varias compañías antes de reunirse en Craigslist y decidir formar Capital Cities. Después de esto, el dúo escribió "Safe and Sound", el mayor éxito del álbum, y comenzaron a trabajar en el álbum debut;  el título "In a Tidal Wave of Mystery" se origina en un fragmento de la letra del tercer verso de "Safe and Sound".  Merchant y Simonian escribieron, compusieron, produjeron y mezclaron la totalidad del álbum, con la excepción de "Lazy Lies", producido por Simon Mills. El miembro de Outkast André 3000, la vocalista Shemika Secrest y Frank Tavares de NPR aparecen en la canción "Farrah Fawcett Hair", mientras que el vocalista Soseh aparece en "Chasing You".
La pista de bonificación de la edición Deluxe de este álbum incluye una versión de "Nothing Compares 2 U" de Prince.

## Lanzamiento
La portada del álbum fue diseñada por el artista brasileño João Lauro Fonte. El álbum fue lanzado el 4 de junio de 2013 por Capitol Records y fue el primer álbum de Capitol Records distribuido por Universal Music Group, luego de la ruptura del anterior distribuidor de Capitol, EMI.  Debutó en el número 66 en la lista de álbumes Billboard 200 de Estados Unidos.
La versión de iTunes de la edición de lujo del álbum omite "Nothing Compares 2 U".

## Sencillos
El sencillo principal del álbum "Safe and Sound" fue lanzado digitalmente el 6 de enero de 2011. Capitol Records distribuyó el sencillo en la radio de rock moderno de Estados Unidos más de un año después, el 27 de noviembre de 2012, y encabezó la lista de canciones alternativas de Billboard. Posteriormente se convirtió en el gran éxito del dúo, alcanzando el número ocho en el Billboard Hot 100 y entre los diez primeros de numerosas listas principales a nivel internacional.
"Kangaroo Court" se publicó como segundo sencillo el 7 de junio de 2013 e impactó a la radio de rock moderno de Estados Unidos el 6 de agosto de 2013. "I Sold My Bed, But Not My Stereo" fue lanzado digitalmente en territorios selectos el 11 de noviembre de 2013 como el tercer sencillo general del álbum. "One Minute More", lanzado originalmente como sencillo independiente el 14 de abril de 2011, se incluyó más tarde en la edición de lujo de In a Tidal Wave of Mystery y se relanzó como cuarto sencillo del álbum el 25 de marzo.  2014.
Aunque no es un single, la duodécima pista del álbum, "Love Away", se lanzó originalmente como la última pista de su reproducción extendida homónima de 2011.

## Recepción de la crítica
Matt Collar de AllMusic escribió una crítica positiva de In a Tidal Wave of Mystery, describiéndola como una "mezcla contagiosa de dance pop con muchos sintetizadores" y haciendo comparaciones con el grupo de rock estadounidense MGMT y el músico italiano Giorgio Moroder. Chloe Ravat de Gigwise escribió que las habilidades de Merchant y Simonian "[para escribir jingle] se han transferido con éxito a su LP debut", y opinó que "[ellos] están muy seguros de cómo escribir una buena canción de electro pop". Ravat, sin embargo, consideró que sus pistas, si bien eran buenas, no contenían "suficiente individualidad en ellas para distinguir una de las otras o evitar que cada una se difuminara en la siguiente", y finalmente describió el álbum como "un  día pasado en una manta de picnic, [pero] un poco demasiado tarde en el año". [15] Chuck Arnold de People escribió: "Con su brillo de synth-pop, 'Safe and Sound', el exitoso sencillo que abre este disco, seguramente será una de las canciones del verano. Y este nuevo dúo mantiene los ganchos en pistas como 'I Sold My Bed but Not My Stereo'".

## Personal de grabación
Créditos para "In a Tidal Wave of Mystery" adaptados de las notas del carátula del álbum:
Ryan Merchant - mezcla, producción, composición, voz. 
Sebu Simonian - mezcla, producción, composición, voz.
Personal adicional:
André Benjamin - rapeo, composición. 
Channing Holmes - batería. 
Spencer Ludwig - trompeta. 
Mike Marsh - masterización. 
Nick Merwin - guitarra. 
Simon Mills - producción. 
Manny Quintero - bajo 
Shemika Secrest - voz. 
Soseh - voz. 
Frank Tavares - narración. 
Karen Thompson - masterización.
Brian Warfield - trompeta.

## Posicionamiento en listas
| Listas (2013)                           | Mejor posición |
| --------------------------------------- | -------------- |
| Austria (Ö3 Austria)                    | 53             |
| Bélgica (Ultratop flamenca)             | 151            |
| Bélgica (Ultratop valona)               | 156            |
| Francia (SNEP)                          | 163            |
| Alemania (Offizielle Top 100)           | 75             |
| UK Albums (Official Charts Company)     | 187            |
| Estados Unidos (Billboard 200)          | 66             |
| Estados Unidos (Top Alternative Albums) | 15             |
| Estados Unidos (Top Rock Albums)        | 23             |